# Rut Ribas
Rut Ribas i Martí (n. San Sadurní de Noya, Barcelona, Cataluña, 1990) es una política, educadora social y estudiante de psicología española.

## Biografía
Nació en el año 1990 en la localidad barcelonesa de San Sadurní de Noya. Ella es graduada en Educación Social por la Universidad Autónoma de Barcelona (UAB). Tras graduarse comenzó a trabajar en diversas empresas privadas del sector social y posteriormente se unió a un departamento público de Servicios Sociales.
Actualmente, a pesar de toda su actividad dentro del mundo de la política, se encuentra estudiando a distancia la carrera de Psicología por la Universidad Abierta de Cataluña (UOC).
Como desde su adolescencia siempre ha estado involucrada en el ámbito asociativo, sobre todo en entidades, asociaciones y colectivos de su municipio en los que participa activamente, eso le ha llevado a interesarse por la política.
Hizo su primera incursión política dentro de Esquerra Republicana de Catalunya (ERC) tras las Elecciones municipales de 2011.
Rut Ribas es desde el año 2012 militante de la organización política juvenil autónoma, Joventuts d'Esquerra Republicana, organización de la cual comenzó siendo Portavoz de la Federación Regional del Panadés - Noya y de la cual actualmente desde 2016 se desempeña como la Secretaria Nacional de Emancipación y Ciudadanía.
En las Elecciones al Parlamento de Cataluña de 2017 fue elegida como diputada tras presentarse por la Circunscripción Electoral de Barcelona en las listas de la coalición electoral catalana, Esquerra Republicana de Catalunya-Catalunya Sí (ERC-CAT SÍ).
Tomó posesión oficial de su escaño el día 17 de enero de 2018. Actualmente es la diputada más joven de la XII legislatura del Parlamento de Cataluña.
Como diputada, a día de hoy pertenece a las siguientes comisiones parlamentarias: Diputación Permanente; Comisión de Peticiones (CP); Mesa del Parlamento; Comisión del Reglamento (CR); Comisión de Igualdad de las Personas (CIP); Comisión de Políticas de Juventud (CPJ); Comisión de la Infancia (CDI); y la Comisión de Trabajo, Asuntos Sociales y Familias (CTASF).
El 26 de noviembre de 2019 fue nombrada como 19.ª Secretaria Cuarta de la Mesa del Parlamento de Cataluña, en sucesión de Adriana Delgado Herreros.
Desde su fundación hasta 2019, ha formado parte de la organización Consejo por la República.